# Gaylord, Kansas
Gaylord là một thành phố thuộc quận Smith, tiểu bang Kansas, Hoa Kỳ. Năm 2010, dân số của xã này là 114 người.

## Dân số
Dân số các năm:
- Năm 2000: 145 người
- Năm 2010: 114 người